# Шевченко, Владимир Ефимович
Влади́мир Ефи́мович Шевче́нко (род. 10 апреля 1941, Свердловск) — советский и российский учёный, профессор, заведующий кафедрой селекции и семеноводства.

## Биография
Родился 10 апреля 1941 года в городе Свердловске Ворошиловградской области.

## Основные этапы работы
1963—1966 — младший научный сотрудник Научно-исследовательского института сельского хозяйства ЦЧП им. В. В. Докучаева.
1967—1971 — аспирант Научно-исследовательского института сельского хозяйства ЦЧП им. В. В. Докучаева. Старший научный сотрудник Научно-исследовательского института сельского хозяйства ЦЧП им. В. В. Докучаева.
1971 — присуждена учёная степень кандидата сельскохозяйственных наук.
1971—1973 — заместитель руководителя Центрально-Чернозёмного селекционного центра при Научно-исследовательском институте сельского хозяйства ЦЧП им. В. В. Докучаева и одновременно зав. отделом селекции озимой пшеницы и тритикале.
1973—1974 — руководитель Центрально-Чернозёмного селекционного центра при Научно-исследовательском институте сельского хозяйства ЦЧП им. В. В. Докучаева.
1974 — присвоено учёное звание старшего научного сотрудника по специальности «Селекция и семеноводство».
1974—1984 — директор Научно-исследовательского института сельского хозяйства ЦЧП им. В. В. Докучаева и руководитель Центрально-Чернозёмного селекционного центра.
1984 г. - 1991 г. — ректор Воронежского сельскохозяйственного института.
1991—2004 г. — ректор Воронежского государственного аграрного университета
с 1988 г. — по наст. время  — заведующий кафедрой селекции и семеноводства ВГАУ.

## Научные достижения
Под руководством В. Е. Шеченко в НИИ сельского хозяйства им. В. В. Докучаева был создан Центрально-чернозёмный селекционный центр, а также построен один из первых в государстве фитотронно-тепличных комплексов, внедрено защитное лесоразведение, усовершенствованы системы почвозащитного земледелия и севооборотов.
Участвовал в выведении двух сортов озимой пшеницы и три сорта тритикале, в том числе сорта Тальва-100, включённого в Государственный реестр по всем регионам страны, а также самого распространённого в России сорта Привада и первого в истории отечественной селекции ярового сорта тритикале Укро.
Шевченко является действительным членом Международной академии аграрного образования России и Международной академии информатизации.
В настоящее время он — редактор 36 научных изданий, имеет более 400 научных публикаций в России и за рубежом.
Подготовил 7 кандидатов сельскохозяйственных наук по специальности «селекция и семеноводство».
Опубликовал более 400 статей на аграрную тематику в областных, региональных и российских газетах.

## Награды и звания
- Орден Почёта (2002)[5]
- Орден Дружбы
- Орден «Знак Почёта»
- Золотая медаль ВДНХ СССР
- 4 серебряных медали ВДНХ СССР
- Медаль Чехословакии (1982)
- Медаль Т. С. Мальцева